# Sensibilitat al xoc
La sensibilitat al xoc és una mesura comparativa de la sensibilitat a la compressió sobtada (per impacte o explosió) d'un compost químic explosiu. La determinació de la sensibilitat de xoc d'un material destinat per a l'ús pràctic és un aspecte important de les proves de seguretat dels explosius. S'utilitzen una varietat de proves i índexs, dels quals un dels més comuns és la prova d'impacte Rotter.